# Balin (rycerz)

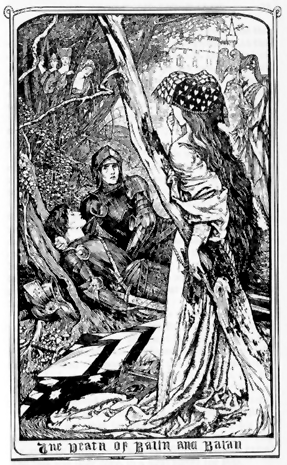
Śmierć Balina i Balana. Il. H. J. Ford, 1902.

Sir Balin (również Balin le Savage, Balaain, Balen, Balyn) – postać z legend arturiańskich, występuje w XIII-wiecznym starofrancuskim romansie Suite du Merlin oraz w XV-wiecznym Morte d’Arthur Thomasa Malory’ego. W tym drugim dziele nosi przydomek Rycerza z Dwoma Mieczami. Przy pomocy świętej włóczni zadał niegojącą się ranę królowi Pellamowi, ściągając na jego ziemie przekleństwo, które dopiero wiele lat później zdjął Galahad. Nie rozpoznawszy swojego brata bliźniaka Balana, stoczył z nim walkę, w której obaj ponieśli śmierć.

## Balin w tekstach średniowiecznych
Postać Balina należy do najtragiczniejszych w legendach arturiańskich. Może być interpretowana jako anty-Galahad, a jego historia stanowi lustrzane odbicie dziejów późniejszego rycerza. Na każdym kroku prześladuje go nieszczęście, którego nie udaje mu się uniknąć ani nawet przewidzieć.
W Le Morte d’Arthur Malory’ego Balin jest ubogim rycerzem z Northumberland, uwięzionym za zabicie krewniaka króla Artura. Po jego uwolnieniu na dwór przybywa panna z przypasanym mieczem, od którego może ją uwolnić tylko rycerz niesplamiony żadną zdradą ani podstępem. Żaden z rycerzy nie potrafi dobyć broni. Udaje się to dopiero Balinowi, który zatrzymuje zdobyty w ten sposób miecz, mimo że panna ostrzega go, iż zabije nim osobę, którą najbardziej kocha. Po jej odjeździe na dwór przybywa Pani Jeziora i żąda, by Artur w zamian za otrzymany od niej miecz Excalibur dał jej albo głowę panny z mieczem, albo głowę Balina. Balin zabija wówczas Panią Jeziora. Choć tłumaczy, że w ten sposób pomścił śmierć własnej matki oraz wielu rycerzy, którzy zginęli z winy Pani Jeziora, musi w niełasce opuścić dwór Artura.
Wkrótce na pojedynek wyzywa go sir Lanceor z Irlandii, zazdrosny o to, że Balinowi udało się dobyć miecza przyniesionego przez pannę. Balin zabija go w walce, po czym jest świadkiem, jak ukochana Lanceora, Colombe, z rozpaczy popełnia samobójstwo.
Chcąc odzyskać łaskę Artura, Balin wraz ze swoim bratem bliźniakiem Balanem bierze do niewoli wrogiego króla Rience’a (Rionsa) oraz bierze udział w bitwie pod Terabel (Terrabil) przeciwko zbuntowanym królom Lotowi i Neronowi.

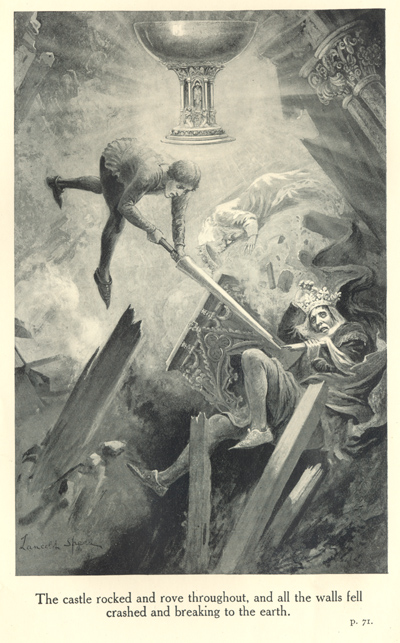
Balin rani króla Pellama włócznią Longinusa. Il. Lancelot Speed, 1912.

Niedługo Artur posyła go, by sprowadził nieszczęśliwego sir Herlewsa le Barbeus. Balin obiecuje rycerzowi ochronę, jeśli pojedzie z nim na królewski dwór. Po drodze jednak Herlews zostaje zabity przez niewidzialnego jeźdźca, sir Garlona. Aby pomścić tę śmierć, Balin wyrusza w drogę razem z damą, która towarzyszyła zabitemu rycerzowi.
Docierają na zamek należący do chorej kobiety, którą wyleczyć może tylko krew panny królewskiego rodu. Zgodnie z obyczajem obowiązującym na zamku, dama towarzysząca Balinowi pozwala upuścić sobie krwi, ale nie udaje jej się uzdrowić chorej (dokona tego dopiero Dindrane, siostra Percevala, towarzysząca Galahadowi podczas poszukiwania Graala). Następnie goszczą u rycerza, którego syn cierpi od ran zadanych mu przez Garlona. Może go uleczyć tylko krew niewidzialnego rycerza.
Balin i jego towarzyszka trafiają nareszcie na zamek króla Pellama, który jest bratem Garlona. Podczas uczty Balin widzi Garlona i waha się, czy skorzystać z rzadkiej sposobności, gdy jest on widzialny, i zabić go, zapobiegając w ten sposób kolejnym zbrodniom. Gdy napastliwy Garlon uderza go w twarz, Balin zabija go jednym ciosem. Ścigany przez Pellama i innych rycerzy obecnych na uczcie, wbiega do bogato urządzonej komnaty, gdzie znajduje włócznię Longinusa, którą przebito Jezusa Chrystusa na krzyżu. Nie wiedząc, że to święta relikwia, Balin chwyta włócznię i rani nią Pellama. W tej samej chwili zamek obraca się w ruinę, a okoliczne ziemie w pustkowie. W katastrofie ginie dama, która towarzyszyła Balinowi.
Wydobyty ze zrujnowanego zamku przez czarodzieja Merlina, Balin rusza w dalszą drogę i wkrótce spotyka sir Garnisha, zrozpaczonego tym, że ukochana nie przyszła na umówioną schadzkę. Balin powstrzymuje go od samobójstwa i jedzie z nim do siedziby jego kochanki. Po przybyciu znajdują ją w ramionach innego mężczyzny. Sir Garnish zabija ją i śpiącego z nią człowieka, po czym sam przebija się mieczem.

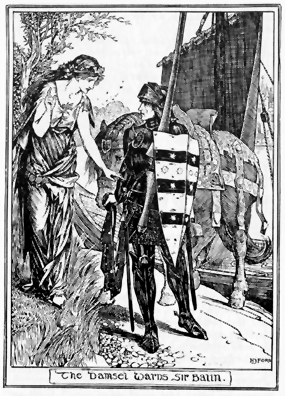
Panna ostrzega sir Balina przed walką z czerwonym rycerzem. Il. H. J. Ford, 1902.

Mimo wielu innych niepomyślnych znaków Balin nie zawraca z drogi i wreszcie dociera na zamek, gdzie zgodnie z obyczajem musi walczyć ze strzegącym wyspy rycerzem w czerwonej zbroi. Od mieszkańców zamku przyjmuje nową tarczę, która ukrywa jego tożsamość, i staje do pojedynku, nie wiedząc, że czerwonym rycerzem jest jego brat Balan. Rozpoznają się nawzajem dopiero wtedy, gdy obaj są śmiertelnie ranni. Po śmierci zostają pochowani we wspólnym grobie. Merlin zabiera miecz Balina i wbija go w blok marmuru, który unosi się na wodzie. Stąd wiele lat później wydobędzie go Galahad.

## Balin w późniejszej literaturze
W poemacie Balin and Balan Alfreda Tennysona(1885), najpóźniej napisanym utworze z cyklu Idylli królewskich, Balin zmaga się z napadami niepowstrzymanego gniewu i próbuje stać się lepszym rycerzem, otaczając uwielbieniem Ginewrę. Opowieść o jej romansie z Lancelotem wywołuje u niego atak szału. Właśnie wtedy spotyka go Balan i, nie rozpoznawszy brata, staje z nim do walki, w której obaj giną.
W Mieczu dla króla T.H. White’a imiona Balin i Balan noszą dwa jastrzębie, z którymi w ptasiej postaci spotyka się Wart – młody Artur.
Balin jest również postacią epizodyczną w Mgłach Avalonu Marion Zimmer Bradley, która opisuje, w jaki sposób Viviana, Pani Jeziora, doprowadziła do śmierci jego matki. W zniekształconej formie historię Balina wspomina Elżbieta Cherezińska w Koronie śniegu i krwi (2012).

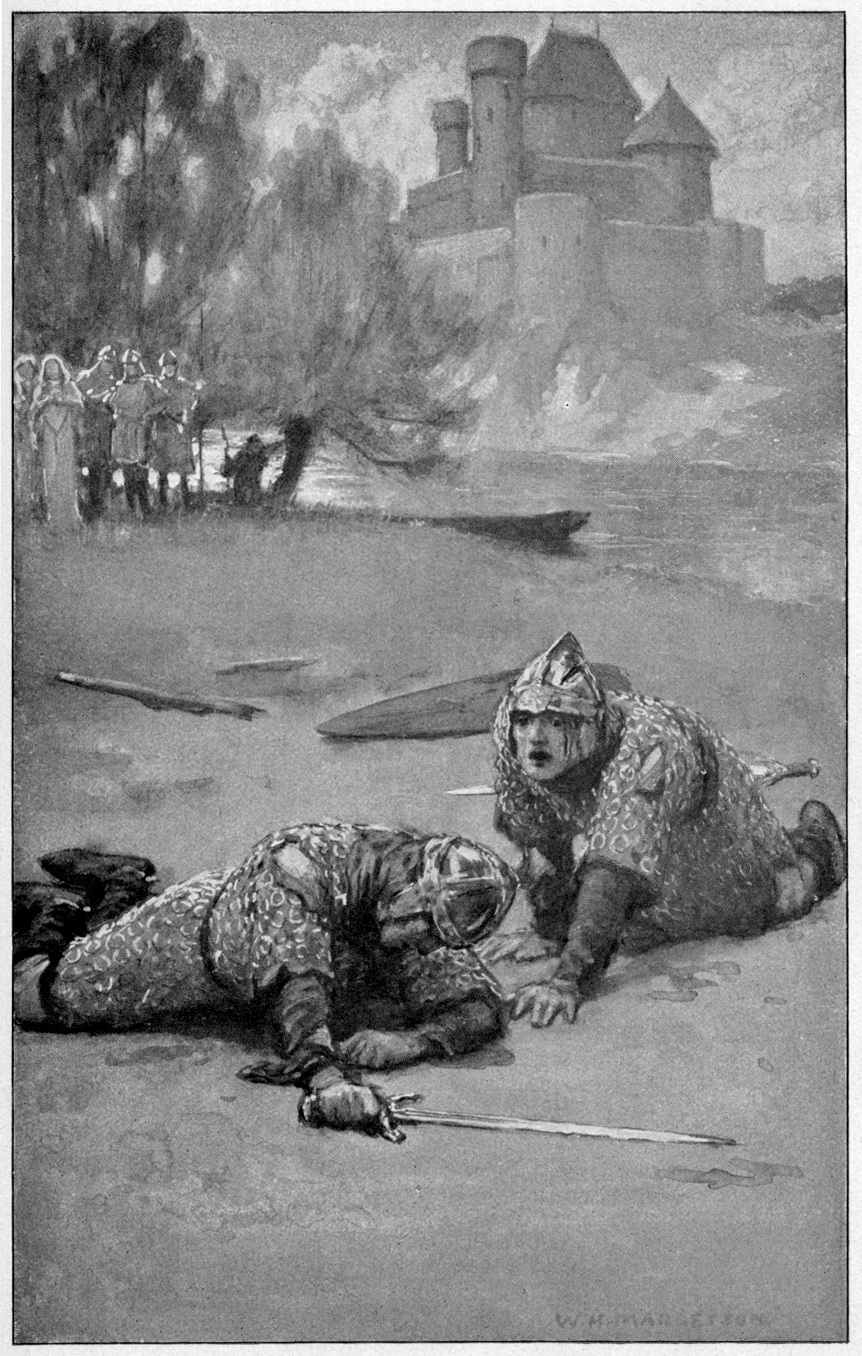
Śmierć Balina i Balana. Il. W. H. Margetson, 1914.

Z mniejszymi modyfikacjami fabułę przedstawioną przez Malory’ego odtwarzają m.in. Algernon Charles Swinburne w poemacie The Tale of Balen (1896), John Steinbeck w niedokończonej książce The Acts of King Arthur and His Noble Knights (1976) czy Roger Lancelyn Green w Królu Arturze i rycerzach Okrągłego Stołu (1954).